# Ріба-де-Аве
Ріба-де-Аве (порт. Riba de Ave; МФА: [ˈʁi.bɐ dɨ ˈa.vɨ]) — парафія в Португалії, у муніципалітеті Віла-Нова-де-Фамалікан. Розташована в північно-західній частині країни, на теренах історичної португальської провінції Дору-Міню. Входить до складу округу Брага. За адміністративним поділом, чинним до 1976 року, терени парафії були складовою провінції Міню. Належить до Бразької архідіоцезії Католицької церкви. Патрон — святий Петро. Площа — 2,7572 км². Населення — 3425 ос. (2011). Середньо урбанізований регіон. Густота населення — 1242,2 осіб/км²
. Код — 031234.

## Населення
| Кількість мешканців | Кількість мешканців | Кількість мешканців | Кількість мешканців | Кількість мешканців | Кількість мешканців | Кількість мешканців | Кількість мешканців | Кількість мешканців | Кількість мешканців | Кількість мешканців | Кількість мешканців | Кількість мешканців | Кількість мешканців | Кількість мешканців |
| ------------------- | ------------------- | ------------------- | ------------------- | ------------------- | ------------------- | ------------------- | ------------------- | ------------------- | ------------------- | ------------------- | ------------------- | ------------------- | ------------------- | ------------------- |
| 1864                | 1878                | 1890                | 1900                | 1911                | 1920                | 1930                | 1940                | 1950                | 1960                | 1970                | 1981                | 1991                | 2001                | 2011                |
| 392                 | 445                 | 522                 | 670                 | 901                 | 972                 | 1 203               | 1 992               | 2 568               | 3 251               | 2 862               | 3 032               | 2 982               | 3 396               | 3 425               |